# Handicap physique

logo handicap moteur.

Un handicap physique est un trouble physique qui peut affecter la motricité (perte d'une partie ou de la totalité de la capacité de mouvement) ou l'acuité sensorielle d'une personne. D'autres formes de handicap physique peuvent affecter les actes de la vie quotidienne, comme des maladies respiratoires ou l'épilepsie.

## Causes
Les causes peuvent être variées : maladie acquise ou d'origine génétique, malformation congénitale, scoliose et cyphose, traumatisme dû à un accident (de naissance entre autres), conditions de vie ou de travail, vieillissement, accident de la route.

## Conséquences

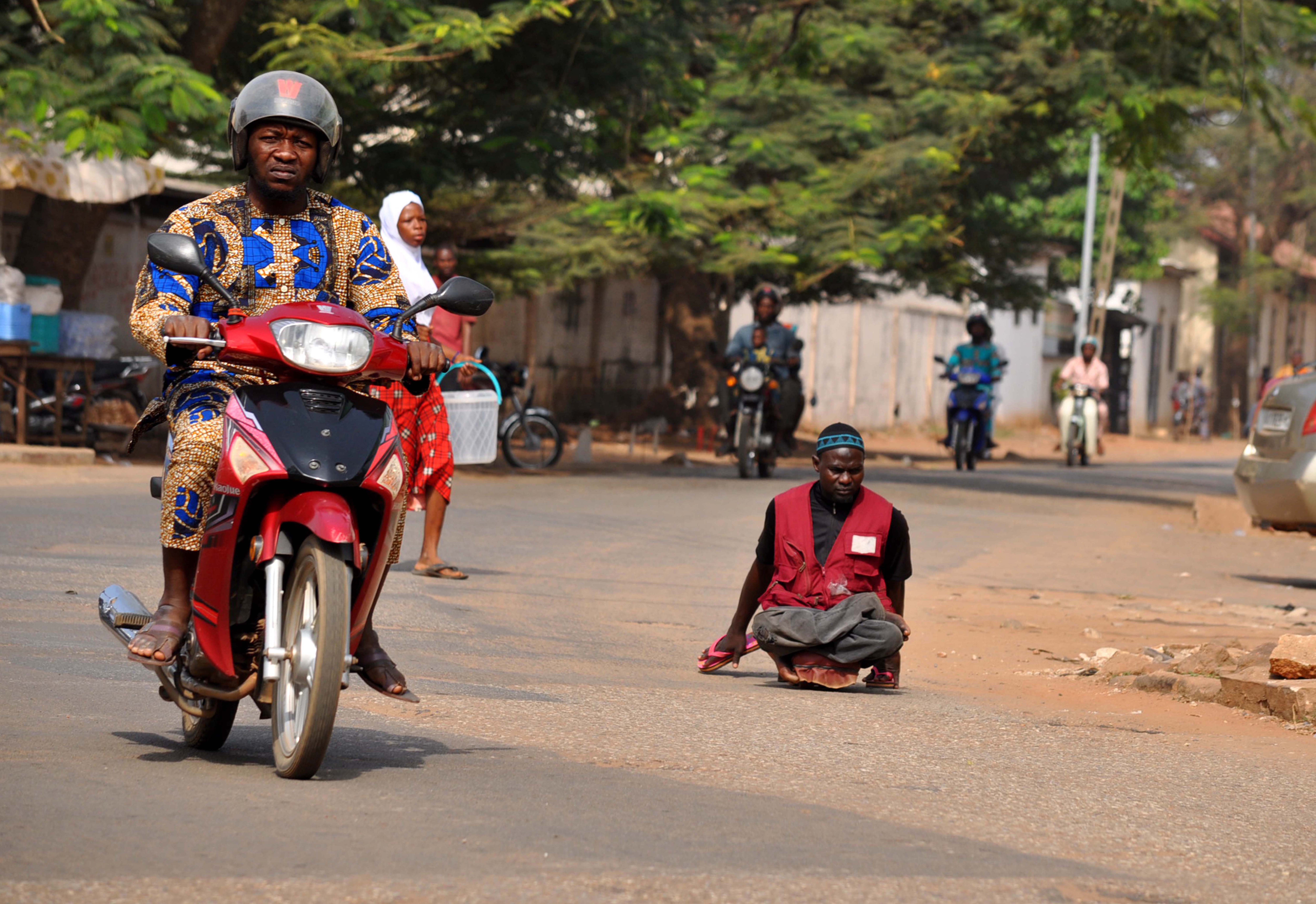
Handicapé béninois cherchant à se frayer un passage au milieu de la circulation.

Les personnes souffrant de handicap physique sont handicapées à des degrés divers, que ce soit de façon temporaire ou sur une longue durée. Elles peuvent être en situation de dépendance ; le handicap physique peut impliquer, outre la souffrance physique, une souffrance psychologique due à un sentiment de rejet dans la société.

## Législations dans le monde

### En France
La Loi handicap de 2005 mentionne le handicap physique dans son article 2 :

« Constitue un handicap, au sens de la présente loi, toute limitation d'activité ou restriction de participation à la vie en société subie dans son environnement par une personne en raison d'une altération substantielle, durable ou définitive d'une ou plusieurs fonctions physiques, sensorielles, mentales, cognitives ou psychiques, d'un polyhandicap ou d'un trouble de santé invalidant. »

Pour défendre leurs droits et ceux de leur famille, rompre l'isolement, faire entendre leur voix en tant que citoyens à part entière et militer pour l'accessibilité universelle ou des causes plus locales, les personnes en situation de handicap rejoignent des associations nationales tel que APF France Handicap (anciennement Association des Paralysés de France).